# فرانس کولس
فرانس کولس (انگلیسی: Frans Cools; ۱۷ فوریهٔ ۱۹۱۸ – ۳ سپتامبر ۱۹۹۹) دوچرخه‌سوار اهل بلژیک بود.